# Kogning
Kogning er hurtig fordampning af væske, som opstår, når en væske opvarmes til dens kogepunkt. Den temperatur, hvor ved at der opstår fordampning af væske, er afhængig af det tryk, som væsken udsættes for af sine omgivelser.
Kogning i madlavning foregår ved at anbringe fødevarer i vand eller anden væske, hvorefter de opvarmes til kogepunktet.